# Reiderland
Reiderland (phát âmⓘ) là một đô thị ở tỉnh Groningen đông bắc Hà Lan. được lập năm 1990 trong cuộc tổ chức lại đô thị. Các đô thị cũ Finsterwolde và Nieuweschans đã được đưa vào Beerta. Năm 1992, đô thị mới được đổi tên như ngày nay.

## Trung tâm dân cư
Beersterhoogen, Beerta, Booneschans, Drieborg, Ekamp, Finsterwolde, Finsterwolderhamrik, Ganzedijk, Goldhoorn, Hamdijk, Hongerige Wolf, Kostverloren, Kromme-Elleboog, Nieuw-Beerta, Nieuwe Statenzijl, Bad Nieuweschans, Oude Statenzijl, Oudedijk, Oudezijl và Ulsda.